# Dulwich College
Dulwich College es una escuela privada independiente en Dulwich, un suburbio de Londres. Fundada en 1619 por Edward Alleyn, un actor isabelino de éxito. Es una de las mayores escuelas privadas en el Reino Unido, en número de alumnos. Los alumnos de la escuela se destacan en la práctica del rugby.

## Casas

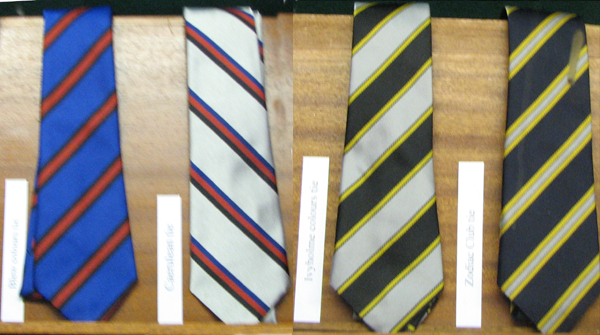
Corbatas de Blew, Caerulean Club, Ivyholme y Zodiac Club.

1. Blew House: se trasladó a su actual lugar en el camino de la universidad en la década de 1930, al sitio de lo que había sido el jardín del Maestro (que había estado residiendo en el bloque sur de la New College). Fue la única casa para permanecer en comisión a lo largo de la Segunda Guerra Mundial y se convirtió en una casa de alto nivel en este momento.
2. Ivyholme: La segunda de las dos casas, también se trasladó a su actual posición en College Road en la década de 1930. Fue bombardeada durante la Segunda Guerra Mundial, pero fue reabierta poco después.
3. The Orchard: Esta es la única casa joven, todavía funciona como casa de huéspedes. Fue bombardeada durante la Segunda Guerra Mundial, pero se volvió a abrir antes de que terminara. Durante la contienda albergó, al igual que Ivyholme, a los estudiantes de la "School of Oriental and African Studies" (Estudios Orientales y Estudios Africanos) que estaban pasando por un curso intensivo de idiomas auspiciado por la Oficina de Guerra.
4. Elm Lawn: Esta fue la casa en la que se embarcó en P.G. Wodehouse antes de que se convirtiera en una casa junior. Después de la Segunda Guerra Mundial, volvió a funcionar como una casa junior, junto con The Orchard. En 1949 los chicos de Elm Lawn fueron trasladados a Bell House (Campana de Piedra) y se convirtió en la casa del Maestro de la Escuela, y continúa hoy en día.
5. Bell House: Este edificio del siglo XVIII cerca de Dulwich Picture Gallery se convirtió en la casa de la familia del Maestro de la Escuela en 1927 [38], que hasta entonces había vivido con su familia en la cuadra al sur de la Escuela Nueva. El Maestro salió de este recinto durante la Segunda Guerra Mundial en Ivyholme.
6. Carver House: A medida que el número de niños iba en aumento, hacia el final de la Segunda Guerra Mundial, se creó una quinta casa remodelando el pabellón de cricket. Fue nombrada después Canon Carver, por el primer maestro de la Escuela reconstituido, pero no duró mucho tiempo en esta forma.

## En la cultura
En la primavera de 1870, los edificios de la Escuela Nueva fueron pintados por el pintor impresionista Camille Pissarro. Pissarro fue en el tiempo que vive en Upper Norwood haber huido de Francia en la época de la guerra franco-prusiana y fue fascinado por los paisajes de Londres.
Debido a su proximidad al centro de Londres y su combinación de impresionante arquitectura y su carácter rural, ha sido un lugar popular para la filmación y la fotografía de películas, docudramas y anuncios. Se anuncia como un lugar de "Empresas Dulwich College", la parte comercial con fines de lucro de la escuela.
La escuela dio su nombre a una locomotora en el sur de Railway V Class. Esta clase se conoce como Schools Class porque las 40 locomotoras fueron nombradas después de escuelas públicas. La placa de identificación de 907, se muestra ahora por Model Railway Society dentro del colegio.

### Cine

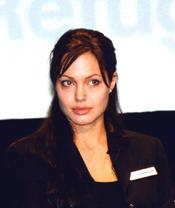
Angelina Jolie, en 2001 actuó allí para Tomb Raider.

- El Dulwich College sirvió como parte del set de filmación de la película Tomb Raider, y Legalmente rubia. En Tomb Raider, se puede ver a Lara Croft en el pasillo de la universidad durante la subasta en el principio de la película.
- La ceremonia de graduación al final de Legally Blonde también fue filmada en el gran salón, debido a que Reese Witherspoon se encontraba en el Reino Unido por el rodaje de The Importance of Being Earnest.
- Se ha empleado para hacer un docudrama sobre el joven "rockstar" Tony Blair.
- También fue utilizado por Channel Four's Star Stories. La escena inicial de "Watch Without Prejudice" (George Michael) se lleva a cabo fuera de la sala comedor.
- Se usó para el anuncio de Toyota Auris. También ha servido para muchos otros anuncios de este fabricante.
- Dulwich College ha sido utilizado por Garage and Grime act, So Solid Crew, del Reino Unido, como telón de fondo de la portada de su álbum 2003 Second Verse. El Grupo de Rap está de pie en la entrada principal de la escuela, con el bloque del centro detrás de ellos.
- El rodaje más reciente fue el video musical 'H2O', que tuvo lugar fuera del bloque de centro y en varios de los estudios de los maestros.
- La serie de Morgan Stanley anunció que filmarían alrededor de la escuela, incluyendo la tienda de la escuela.
- Algunas de las salas en las películas de Harry Potter fueron rodadas en el gran salón.
- Dulwich fue visto en la serie Horizon de BBC4 en varias ocasiones durante el documental "What makes us clever?". Se prestaron el Gran Salón, Arte Block, Laboratorio de Ciencias J y el exterior del edificio principal.

## Alumnos destacados

### Escritores
- Raymond Chandler: escritor de novela negra.
- C. S. Forester:escritor.
- P. G. Wodehouse: escritor humorístico.
- Denis Goodwin: guionista.
- A. E. W. Mason: escritor.
- Michael Ondaatje: escritor.
- Graham Swift: escritor.
- Dennis Wheatley: escritor.
- P. G. Wodehouse: escritor.
- Jon Silkin: poeta.

### Cine - TV
- Clive Brook: actor.
- Chiwetel Ejiofor: actor de cine.
- Raza Jaffrey: actor.
- Rupert Penry-Jones: actor.
- Michael Powell: director de cine.
- John Amis: locutor y crítico.
- Bob Monkhouse: comediante.
- Nicholas Galitzine: actor.

### Música
- Phil Manzanera: músico.
- Ed Simons: de Chemical Brothers.
- Gordon Jacob: compositor.
- Rodney Clarke: cantante de ópera y actor.
- Ray Noble director y compositor.

### Deportes
- Henry Cotton:golfista.
- Rob Bonnet: periodista deportivo.
- Eoin Morgan: jugador de cricket.

### Políticos
- Nigel Farage, político.

### Otras profesiones
- Ernest Shackleton: explorador.
- W. K. Chambers Guthrie: filólogo clásico.
- Brian Laurence Burtt: botánico.
- George Edward Moore, filósofo.
- Colin Tudge, naturalista y escritor.
- Raymond Keene, ajedrecista.